# 名古屋市営みなと荘1棟
名古屋市営みなと荘1棟 （なごやしえいみなとそう1とう） は、愛知県名古屋市港区野跡にある超高層ビルである。

## 概要
名古屋港に面した野跡地区の公営住宅群の再開発の一環として建設された名古屋市港区初のタワーマンションである。
同じ野跡地区にあり、1999年（平成11年）とほぼ同時期に建設されたシティファミリー鴨浦と高さもほぼ同じ為、遠くから見るとツインタワーの様に見える。1棟から7棟まで建てられている。最寄りの駅は、名古屋臨海高速鉄道あおなみ線の野跡駅。
民間企業が供給するタワーマンションが高級志向であるのと異なり、ここはあくまで収入の少ない人々が入居する為に国からの補助金を受けて建設された市営住宅（公営住宅）の一つとなっている為、入居には「所得制限｣があり、所得に応じて法令で定められた家賃を払うことになっている。
その為、高所得者は入居できない珍しいタワーマンションである。

## ギャラリー

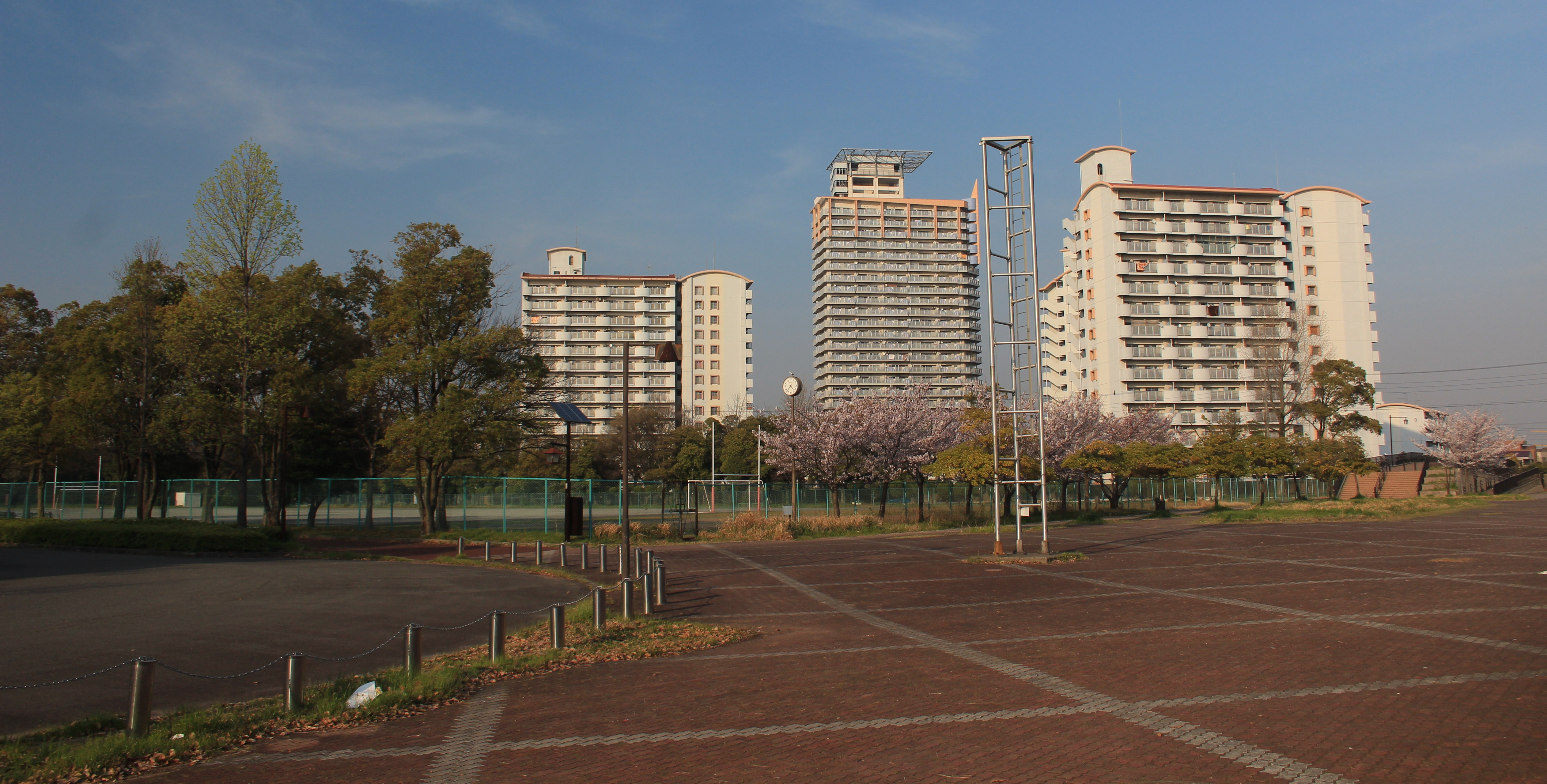
稲永公園から望む名古屋市営みなと荘1棟（中央）
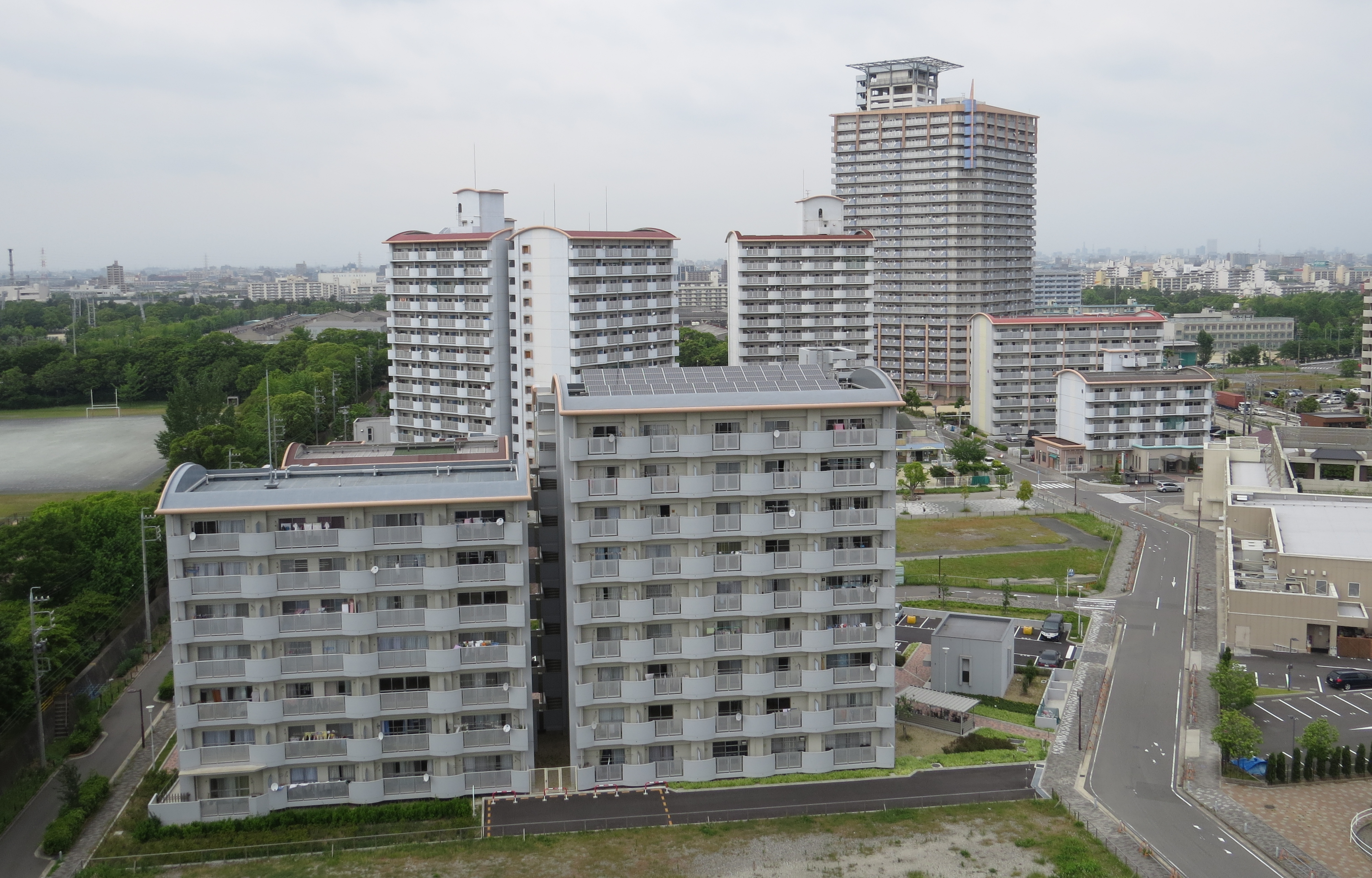
名古屋市営みなと荘（右奥の最も高い建物が1棟）

## 参照
- 中谷幸司『超高層ビル 日本編』社会評論社。ISBN 978-4-7845-0986-7。
- 汐止地区住宅整備事業（市政情報）　名古屋市（ウェブサイト）
- 汐止地区住宅整備事業　名古屋都市センター（ウェブサイト）
- 第4章 市街地の整備 4−1 市街地整備　名古屋市総務部（ウェブサイト）
- 都市再生の推進　国土交通省（ウェブサイト）
- 地域整備方針　首相官邸（ウェブサイト）
- 地域整備方針（ウェブサイト[リンク切れ]）
- 市営住宅･定住促進住宅の違い 名古屋市住宅供給公社（ウェブサイト）
- 名古屋市営住宅条例施行細則（ウェブサイト[リンク切れ]）